# Баттен, Гуин
Гуиневир «Гуин» Баттен (англ. Guinevere "Guin" Batten; род. 27 сентября 1967, Какфилд, Западный Суссекс) — британская гребчиха, выступавшая за сборную Великобритании по академической гребле в период 1994—2002 годов. Серебряная призёрка летних Олимпийских игр в Сиднее, победительница и призёрка многих регат национального значения.

## Биография
Гуин Баттен родилась 27 сентября 1967 года в поселении Какфилд графства Западный Суссекс, Англия.
Занималась академической греблей во время учёбы в Саутгемптонском университете. Проходила подготовку в клубах Thames Rowing Club, Upper Thames Rowing Club и Leander Club.
Дебютировала в гребле на взрослом международном уровне в сезоне 1994 года, когда вошла в основной состав британской национальной сборной, в парных одиночках выступила на трёх этапах Кубка мира и на чемпионате мира в Индианаполисе, где сумела квалифицироваться лишь в утешительный финал B и расположилась в итоговом протоколе соревнований на восьмой строке.
На мировом первенстве 1995 года в Тампере вновь показала в одиночках восьмой результат.
В 1996 году отправилась представлять страну на летних Олимпийских играх в Атланте, заняла здесь пятое место в зачёте одиночек.
На чемпионате мира 1997 года в Эгбелете финишировала в одиночках шестой.
В 1998 году в одиночках выиграла бронзовую медаль на этапе Кубка мира в Мюнхене, тогда как на мировом первенстве в Кёльне вновь была шестой.
В 1999 году добавила в послужной список бронзовую награду, полученную в парных четвёрках на этапе Кубка мира в Вене, при этом на чемпионате мира в Сент-Катаринсе в той же дисциплине заняла итоговое седьмое место.
Благодаря череде удачных выступлений удостоилась права защищать честь страны на летних Олимпийских играх 2000 года в Сиднее — в составе четырёхместного парного экипажа, куда также вошли гребчихи Кэтрин Грейнджер, Джиллиан Линдсей и её старшая сестра Мириам Баттен, в финальном решающем заезде пришла к финишу второй, уступив чуть более двух секунд команде из Германии, и тем самым завоевала серебряную олимпийскую медаль.
После сиднейской Олимпиады Баттен ещё в течение некоторого времени оставалась в составе гребной команды Великобритании и продолжала принимать участие в крупнейших международных регатах. Так, в 2001 году она стартовала на мировом первенстве в Люцерне, где заняла шестое место в зачёте распашных рулевых восьмёрок.
В 2002 году в одиночках выступила на двух этапах Кубка мира и на том завершила карьеру спортсменки.
Впоследствии проявила себя как тренер по академической гребле и спортивный функционер.